# Liste der Baudenkmäler in Dießen am Ammersee

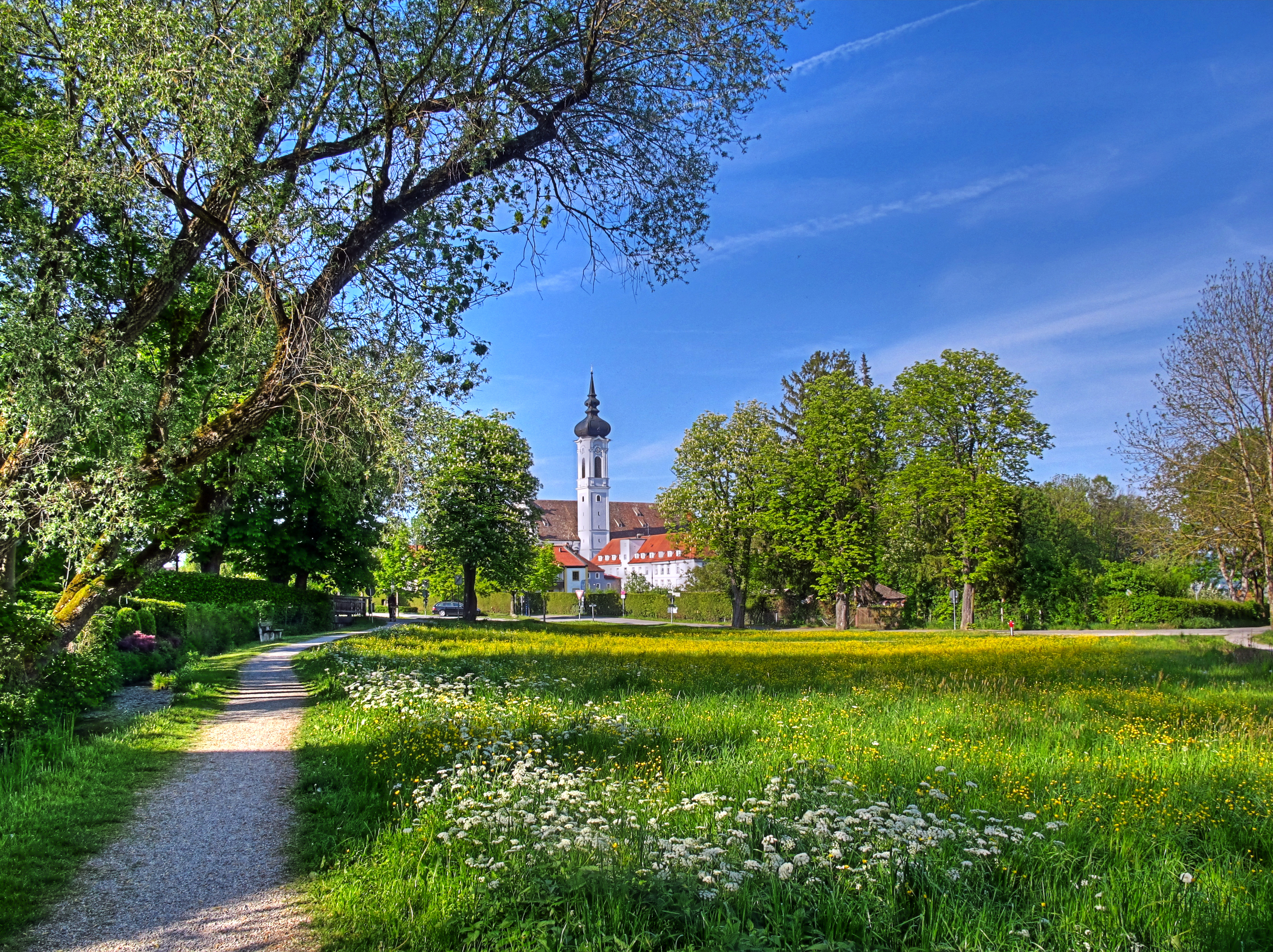
Dießener Marienmünster vom König-Ludwig-Weg gesehen

Auf dieser Seite sind die Baudenkmäler in dem oberbayerischen Markt Dießen am Ammersee zusammengestellt. Diese Tabelle ist eine Teilliste der Liste der Baudenkmäler in Bayern. Grundlage ist die Bayerische Denkmalliste, die auf Basis des Bayerischen Denkmalschutzgesetzes vom 1. Oktober 1973 erstmals erstellt wurde und seither durch das Bayerische Landesamt für Denkmalpflege geführt wird. Die folgenden Angaben ersetzen nicht die rechtsverbindliche Auskunft der Denkmalschutzbehörde.

## Ensembles

### Ensemble Kloster Augustiner-Chorherrenstift Dießen

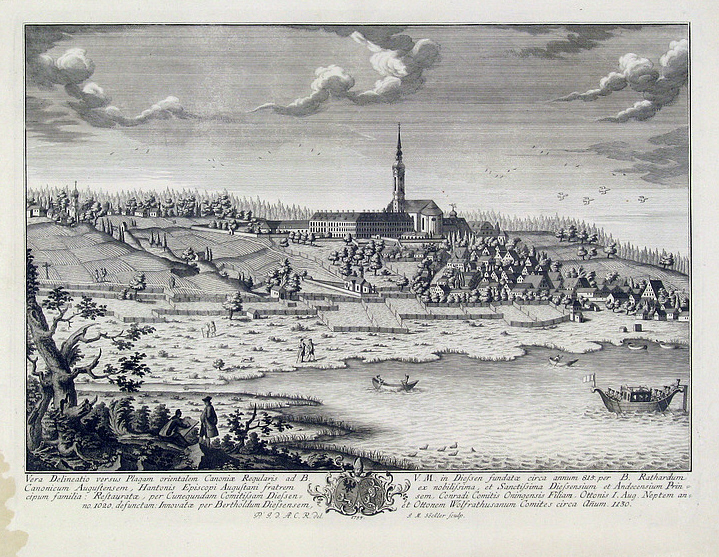
J. M. Söckler: Diessen um 1755

Der Komplex des ehemaligen Augustiner-Chorherrenstiftes Dießen liegt auf einer nach Osten abfallenden Anhöhe oberhalb des gleichnamigen Marktes. Nördlich bzw. nordwestlich führen Straßen am Klosterareal vorbei nach Wengen bzw. nach Landsberg. Durch die exponierte Lage auf der über dem Seebecken aufgehenden Anhöhe wirkt das Kloster mit seiner Kirche weit in die umgebende Landschaft hinaus. Auch bildet es über den See hinweg einen optischen Bezugspunkt zum Kloster Andechs, das sich hoch über dem östlichen Ufer erhebt. Mit Andechs war das Dießener Kloster durch die Stifterfamilie des Grafen von Dießen und Andechs-Meranien seit Anbeginn aufs engste verbunden. Die Gründung der beiden landschaftlich dominanten Baukomplexe drückt deren territoriale beherrschende Stellung aus.
Die Anlage des Dießener Klosters fällt in die Zeit um 1110/20, als die Grafen von Dießen das in St. Georgen bestehende Kloster der Augustiner an die Anhöhe über dem Seebecken verlegten, wo bereits eine ältere Niederlassung von Kanonissen bestand. Während das Frauenkloster bereits im 14. Jahrhundert erlosch, hatte das Augustiner-Chorherrenstift bis zur Säkularisation Bestand.
Aus der Klosteranlage des 12. Jahrhunderts entwickelte sich im Laufe des Spätmittelalters ein umfangreicher Komplex von verschiedenen Kloster- und Ökonomiebauten, deren geordnete Neuerrichtung nach einem den Bau- und Raumvorstellungen des 17. Jahrhunderts entsprechenden Plan bereits unter Propst Simon Wörle um 1620/30 eingeleitet wurde. Die Bauarbeiten wurden durch die in der Gegend verheerenden Einwirkungen des Dreißigjährigen Krieges unterbrochen und konnten erst nach 1673 unter Propst Renatus Sonntag wieder aufgenommen werden. Sonntag beauftragt vermutlich den Vorarlberger Baumeister Michael Thumb mit einer neuen, umfangreichen Planung zur Erweiterung bzw. teilweisen Neuerrichtung des Klosters und sicher auch der Klosterkirche, wobei die Baufluchten der im frühen 17. Jahrhundert errichteten Neubauten einzuhalten waren. Während Thumb den Konvent südlich der alten Kirche als regelmäßigen Komplex um geschlossene Innenhöfe erweiterte, blieben ältere bauliche Vorgaben bestimmend für die leichte Asymmetrie der Fluchten, mit denen sich die Ökonomiebauten um den nach Westen vor Kloster und Klosterkirche gelegten Wirtschaftshof gruppierten.

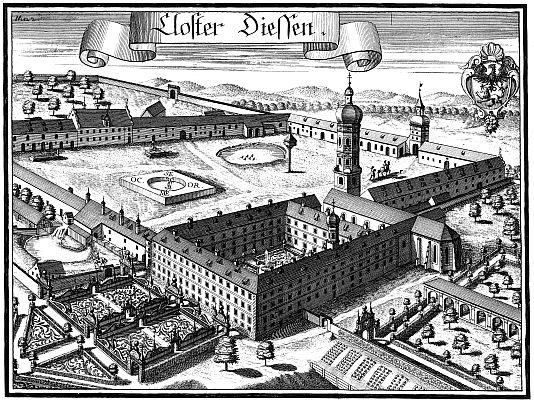
Wening: Stich des Dießener Klosters

Mit dem Bau der neuen Klosterkirche zwischen 1720 und 1728 und deren Fortführung und Vollendung unter Johann Michael Fischer zwischen 1732 und 1740/42 erhielt der Klosterkomplex einen neuen dominanten Mittelpunkt. Das unter Propst Herkulan Karg fertiggestellte Kirchengebäude, an dem neben Fischer zunächst die Brüder Asam, dann François Cuvilliés planend mitwirkten, zählt mit seiner äußerst qualitätvollen Ausstattung zu den besten baulichen Leistungen des barocken Kirchenbaus in Süddeutschland.
Nach der Säkularisation und Aufhebung des Stiftes kam es in den ersten Jahrzehnten des 19. Jahrhunderts zu zahlreichen Abbrüchen, die nicht nur den Wirtschaftshof, sondern auch die Konventbauten betrafen; auch die Gartenanlagen wurden verändert.
1867 übernahm der Orden der Dominikanerinnen einige der ehemaligen Wirtschaftsgebäude und errichtete im nordwestlichen Teil des Wirtschaftshofes das Kloster St. Joseph sowie eine Mädchen-Volksschule, was zu Veränderungen und Umbauten in diesem Teil des Klosterareals führte. Nach Wiederbesetzung der alten Konventsbauten südlich der Kirche im Jahr 1917 durch die Barmherzigen Schwestern aus Augsburg wurde 1934 ein Teil des nach der Säkularisation demolierten Kloster-Westflügels durch Michael Kurz wieder aufgebaut.
1978/79 baute Josef Wiedemann den 1627 errichteten Getreidekasten nördlich neben der Klosterkirche als Pfarrzentrum und neue Winterkirche St. Stephan aus und errichtete östlich hinter diesem Bau einen neuen Pfarrhof. 1986 wurde der Turm der Kirche neu gebaut.
Den Mittelpunkt der einstigen Klosteranlage bildet die ehemalige Klosterkirche Mariae Himmelfahrt mit ihrer nach Westen gerichteten Schaufassade; südlich schließt sich der dreigeschossig umbaute Konventhof an, nördlich begrenzt der fluchtgleich mit der Kirche errichtete einstige Getreidekasten den Klosterhof. Die nördliche Hofbegrenzung ist durch den im Kern noch in spätmittelalterliche Zeit zurückgehenden, kurz nach 1762/63 (Dendrochronologie|dendrochronologisch datiert) wohl unter Johann Michael Fischer überformten Taubenturm gekennzeichnet; westlich neben dem Turm, der die Hauptzufahrt zum Klosterhof bildete, steht ein kleiner Wirtschaftsbau mit Satteldach, errichtet 1628 als Wagenremise des Klosters. Der heute als „Scheffler-Stadel“ bezeichnete Bau stellt als letztes erhaltenes Ökonomiegebäude der Nordseite ein wichtiges Zeugnis für die Art und Maßstäblichkeit der einstigen Umbauung des Klosterhofes dar (Klosterhof 6). Im Nordwesten verwischten die Zubauten des Dominikanerinnenklosters St. Joseph die einstige Bauflucht, doch waren in diesem Klosterkomplex ebenfalls frühere Wirtschaftsbauten des Augustiner-Chorherrenstiftes mit barocker Bausubstanz integriert. Der Komplex wurde 1994 abgebrochen und durch einen Schul-Erweiterungsbau ersetzt, mit dem die Nord-West-Ecke des Klosterareals geschlossen wird.
Die ursprüngliche westliche Bebauung des alten Hofes ist vollständig verschwunden. Durch die Parzellierung in fünf Grundstücke (Fl.-Nr. 1682/6, 1682/7, 1682, 1681, 1682/8) und deren offene Neubebauung mit kleinen Einfamilienhäusern ist hier eine neue städtebauliche Situation entstanden, doch bilden die Hecken und Umzäunungen der Grundstücke einen Sichtschutz, so dass der Bereich des alten Klosterhofes auch nach Westen durch die heutigen Wegeführungen nachvollziehbar bleibt.

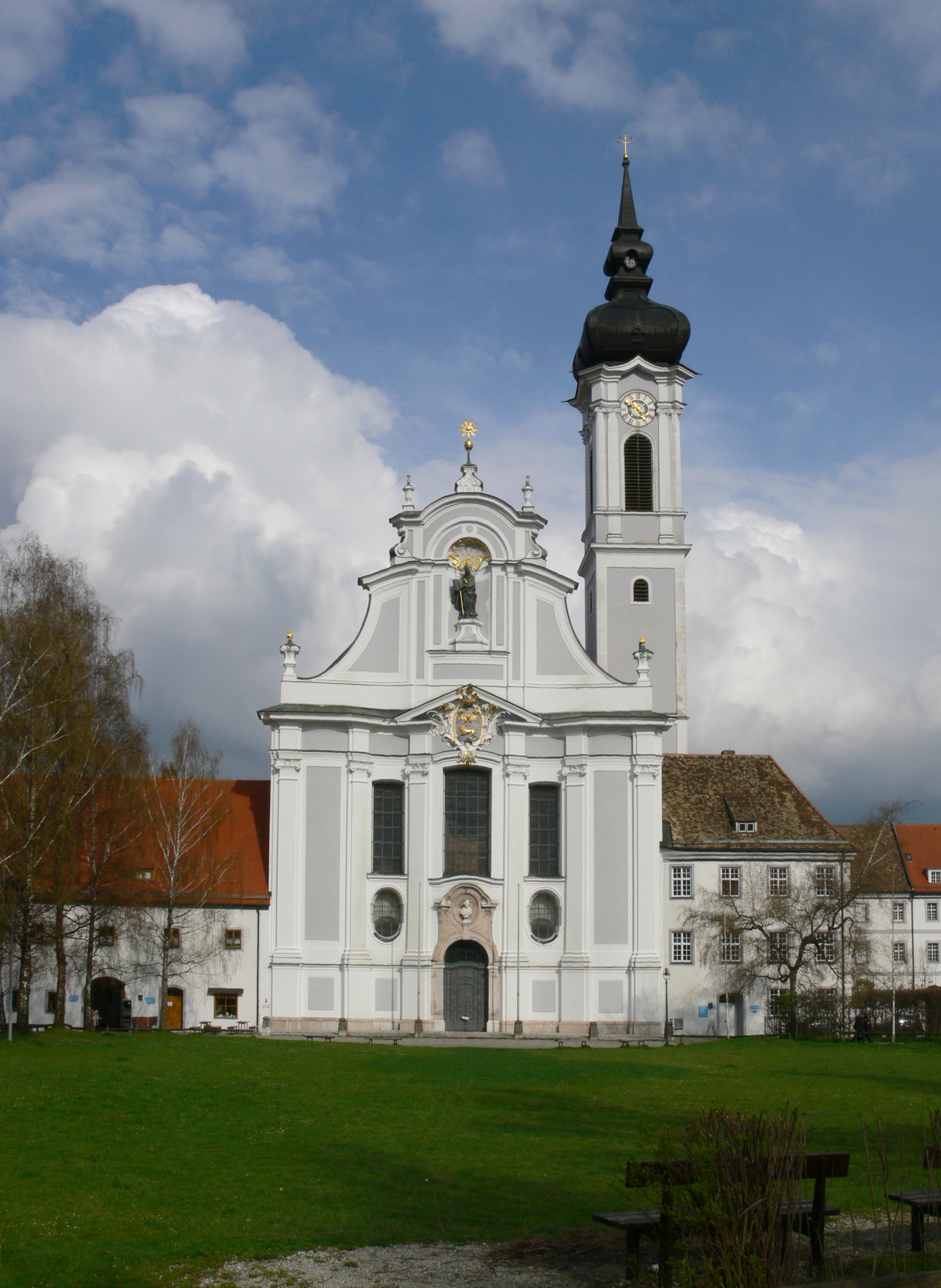
Marienmünster Westfassade

Eine weitgehend geschlossene, noch aus dem 17. und 18. Jahrhundert stammende Bebauung begrenzt dagegen die Südseite des Hofes. Hier erheben sich die Bauten der einstigen Klostermühle, der Bäckerei und weiterer betrieblicher Einrichtungen des ehemaligen Chorherrenstiftes (Klosterhof 22). Die Erlebbarkeit des ländlich weiten, einst mit einem Brunnen in seiner Mitte akzentuierten Klosterhofes ist durch spätere Bepflanzung und Umgestaltung beeinträchtigt.
Außerhalb vor der um Höfe gruppierten geschlossenen Klosteranlage liegen im Norden die einstige zum Kloster gehörende Tavernwirtschaft (Hofmarkstraße 28), im Südwesten wird der Mühlbach für die einstigen klostereigenen Mühlen durch die Wiesen geleitet, und im Süden dehnen sich die früheren klösterlichen Gartenanlagen (Fl.-Nr. 1662) mit einem spätbarocken Gartenhaus (Klosterhof 20) sowie einem Obstgarten, der bereits im 18. Jahrhundert an gleicher Stelle bestand (Fl.-Nr. 1660). Die Gartenanlage um den Tobel des Mühlbachs (Fl.-Nr. 1666/2 und 1659) ist im Laufe des 19. Jahrhunderts im landschaftlichen Stil umgestaltet worden. Unterhalb des Klosters wird der Mühlbach über eine Schleuse geleitet.
Östlich hinter Konvent und Kloster liegt eine sich bis zur Hangkante erstreckende und von dieser begrenzte Grünfläche (Fl.-Nr. 1658, 1656, 1651). Hier stand im Südteil das einstige Kloster der Kanonissen mit der im 17. Jahrhundert abgegangenen Kirche St. Stephan (mit wichtigen Bodenfunden ist hier zu rechnen). Im 17./18. Jahrhundert war der Bereich als barocke Gartenanlage mit regelmäßigem Wegesystem angelegt. Heute besteht hier ein Obstgarten, der als Freifläche den Klosterbauten vorgelegt, diese in ihrer Monumentalität unterstreicht.
Obwohl die Bausubstanz im Bereich des Wirtschaftshofes und die zum Kloster gehörenden gärtnerischen Anlagen im Süden und Osten zahlreiche Veränderungen bzw. Verluste erfahren haben, ist der gesamte Klosterbereich mit den ihn umgebenden Freiflächen als bauliches Ensemble erfahr- und nachvollziehbar, es umschließt auch die zum ehemaligen Augustiner-Chorherrenstift gehörenden Freiflächen und wirtschaftlichen Anlagen.
Aktennummer: E-1-81-114-1

## Baudenkmäler nach Ortsteilen

### Dießen
| Lage                                                            | Objekt | Beschreibung | Akten-Nr.                         | Bild                                                                                             |
| --------------------------------------------------------------- | --- | --- | --------------------------------- | ------------------------------------------------------------------------------------------------ |
| Am Kirchsteig 9 (Standort)                                      | Wohnhaus | stattlicher Satteldachbau mit Mittelrisalit, gusseisernen Balkon-/ Terrassengittern und Putzgliederung im späten Maximilianstil, 1878 | D-1-81-114-103 Wikidata           | weitere Bilder                                                                                   |
| Am Kirchsteig 13 (Standort)                                     | Katholische Kapelle Hl. Kreuz | Satteldachbau mit halbrundem Chor und Dachreiter, Chor um 1700, vergrößert 1748; mit Ausstattung | D-1-81-114-1 Wikidata             | weitere Bilder                                                                                   |
| Am Kirchsteig 21 (Standort)                                     | Ehemaliges Bauernhaus | Flachsatteldachbau mit Bundwerk, im Kern Mitte 18. Jahrhundert | D-1-81-114-2 Wikidata             | Ehemaliges Bauernhaus                                                                            |
| Am Kirchsteig 24 (Standort)                                     | Ehemaliges Handwerkerhaus | Steilsatteldachbau mit verkröpftem Giebelgesims, 2. Hälfte 18. Jahrhundert | D-1-81-114-104 Wikidata           | Ehemaliges Handwerkerhaus                                                                        |
| Bahnhofstraße 15 (Standort)                                     | Bahnhof | dreiteiliger Baukörper mit erdgeschossiger, zum Gleis offener Wartehalle zwischen ihrer Funktion nach in der Höhe abgestuften Satteldachbauten, errichtet in Formen des versachlichten Heimatstils, 1901, überarbeitet 1937/38 und 1957 | D-1-81-114-122 Wikidata           | weitere Bilder                                                                                   |
| Bahnhofstraße 16 (Standort)                                     | Ehemaliges Postamt | stattlicher, schiefergedeckter Walmdachbau, von Alfred Bramigk und Guido Harbers, 1924 | D-1-81-114-3 Wikidata             | Ehemaliges Postamt                                                                               |
| Buzallee 6 (Standort)                                           | Volksschule | stattlicher Walmdachbau mit Eckrisalit, Geschossgliederung und Dachreiter, in reduzierten Jugendstilformen, 1913 | D-1-81-114-4 Wikidata             | weitere Bilder                                                                                   |
| Egererstraße 5 (Standort)                                       | Landhaus | Satteldachbau mit Eckerker, Fachwerkgiebeln und -zwerchhaus, von Karl Bergmann, 1909 | D-1-81-114-5 Wikidata             | Landhaus                                                                                         |
| Fischermartlstraße 15 (Standort)                                | Evangelisch-Lutherische Pfarrkirche | Friedenskirche, ehemalige Schießstätte, Walmdachbau mit Dachreiter und kleinem Portalvorbau, in schlichten spätklassizistischen Formen, Umgestaltung der Schießstätte zur Kirche, 1900 | D-1-81-114-7 Wikidata             | weitere Bilder                                                                                   |
| Forstanger 15 a (Standort)                                      | Atelierhaus des Malers Fritz Winter | freistehender, kubischer Flachdachbau mit großem Altelierfenster nach Norden und umlaufendem Lichtband, von Gustav Hassenpflug, 1961/62 | D-1-81-114-121 Wikidata           | Atelierhaus des Malers Fritz Winter                                                              |
| Grünhütlstraße 6 (Standort)                                     | Ehemaliges Doppelhaus | Flachsatteldachbau mit nachträglich hinzugefügten alpenländischen Bauteilen, im Kern 17. Jahrhundert, umgestaltet 1902/03 | D-1-81-114-9 Wikidata             | weitere Bilder                                                                                   |
| Herrenstraße 2 (Standort)                                       | Wohnhaus | Flachsatteldachbau über alter Kelleranlage, ehemaliges Badhaus, im Kern wohl 16. und 18. Jahrhundert | D-1-81-114-10 Wikidata            | Wohnhaus                                                                                         |
| Herrenstraße 4 (Standort)                                       | Ehemaliges Handwerkerhaus | Flachsatteldachbau mit Giebeltenne und hohem Bundwerkkniestock, Mitte 18. Jahrhundert | D-1-81-114-11 Wikidata            | Ehemaliges Handwerkerhaus                                                                        |
| Herrenstraße 6 (Standort)                                       | Ehemaliges Brauereigasthaus | jetzt Wohn- und Geschäftshaus, stattlicher Steilsatteldachbau mit Aufzugsöffnungen und Putzgliederung, 1738, erneuerte Fassadenmalerei, 1962 | D-1-81-114-12 Wikidata            | Ehemaliges Brauereigasthaus                                                                      |
| Herrenstraße 7 (Standort)                                       | Wohn- und Geschäftshaus | Satteldachbau mit Zwerchhaus, flachen Kastenerkern und Putzgliederung, über älterem Kern umgebaut, 1894 | D-1-81-114-13 Wikidata            | Wohn- und Geschäftshaus                                                                          |
| Herrenstraße 15 (Standort)                                      | Wohn- und Geschäftshaus | Steilsatteldachbau mit Erker, Spion und barockem Türklopfer am Einfahrtstor, 1776, Erkeranbau 1912 | D-1-81-114-14 Wikidata            | Wohn- und Geschäftshaus                                                                          |
| Herrenstraße 17 (Standort)                                      | Haustür | Holztür mit geschnitztem Dekor in neugotischen Formen über eisernen Eingangsstufen, bezeichnet 1851 | D-1-81-114-15 Wikidata            | Haustür                                                                                          |
| Herrenstraße 22 (Standort)                                      | Wohn- und Geschäftshaus | stattliches dreigeschossiges Eckhaus mit zwei Steilgiebeln und Gesimsgliederung, im Kern Mitte 18. Jahrhundert | D-1-81-114-16 Wikidata            | Wohn- und Geschäftshaus                                                                          |
| Hofmark 4 (Standort)                                            | Ehemaliges Klosterrichterhaus, dann Forstamt, heute Polizeigebäude                                                                                             | stattlicher Steilsatteldachbau mit Aufzugsöffnungen und Putzgliederung, 1. Hälfte 18. Jahrhundert, Portal mit reichem Schnitzdekor, um 1879 | D-1-81-114-18 Wikidata            | weitere Bilder                                                                                   |
| Hofmark 28 (Standort)                                           | Wohnhaus | stattlicher Steilsatteldachbau mit Schweifgiebeln, im Kern Mitte 18. Jahrhundert, Portal mit Oberlicht Mitte 18. Jahrhundert, nach Brand in alter Form 1905 | D-1-81-114-22 Wikidata            | Wohnhaus                                                                                         |
| Nähe Hofmark; Klosterhof 4 (Standort)                           | Stadel | westlich an den Torturm angebauter, verputzter Satteldachbau aus Ziegel- und Tuffsteinmauerwerk, im Kern 1628; Einfriedungsmauer, verputzte Tuffquader und Backsteine, im Kern wohl 17. Jahrhundert, überarbeitet im 19. Jahrhundert | D-1-81-114-124 Wikidata           | Stadel                                                                                           |
| Johannisstraße 6 (Standort)                                     | Ehemaliger Posthalterei-Stadel, heute Wohn- und Geschäftshaus                                                                                                  | Flachsatteldachbau mit Wappenmalerei am Ostgiebel, bezeichnet 1722; innen stark verändert | D-1-81-114-107 Wikidata           | Ehemaliger Posthalterei-Stadel, heute Wohn- und Geschäftshaus                                    |
| Johannisstraße 7 (Standort)                                     | Brauereigasthof | stattlicher Satteldachbau mit Aufzugsöffnungen und Rauputzgliederung, 1765, Wiederaufbau 1861, rückwärtige Anbauten, 1889 | D-1-81-114-23 Wikidata            | Brauereigasthof                                                                                  |
| Johannisstraße 11, 13 (Standort)                                | Ehemaliges Verlags- und Druckereigelände der Graphischen Kunst- und Verlagsanstalt Jos. C. Huber                                                               | ehemaliges Rathaus im Süden, ab 1879 Wohnhaus, seit 1897 Verlags- und Druckereigebäude, traufständiger dreigeschossiger, verputzter Massivbau mit hoher Sockelzone, vertikaler Gliederung der Obergeschosse und Satteldach, von Kaspar Enzensberger, 1862, mittiges Wohnhaus, giebelständiger zweigeschossiger Putzbau mit Satteldach, ab 1879 Buchbinderei, 1843, nördliches Wohnhaus, dreigeschossiger Putzbau mit flachem Walmdach, Belvedere und reichem frühgründerzeitlichem Dekor, von Kaspar Enzensberger, 1868, rückseitiger Stadel im Norden, später als Wohnhaus genutzt, 1877, rückseitiger zweigeschossiger Verbindungsbau mit flachem Pultdach und anschließender Werkstrakt mit Satteldach im Süden, 1906, südwestlicher, dreigeschossiger Werksanbau mit Eisenbetonstützen, 1922, nordwestlicher Werkstrakt mit Rahmentragwerk aus Eisenbeton und gläsernem Hofdach, 1932 | D-1-81-114-157 Wikidata           | Ehemaliges Verlags- und Druckereigelände der Graphischen Kunst- und Verlagsanstalt Jos. C. Huber |
| Johannisstraße 12 (Standort)                                    | Wohn- und Geschäftshaus | traufständiger Satteldachbau mit Zwerchhaus und verzierter Haustür in biedermeierlichen Formen, 1847, Umbau mit flachen Erkern, Spitzbogenfries und Schweifgiebelzwerchhaus, nach 1900 | D-1-81-114-24 Wikidata            | Wohn- und Geschäftshaus                                                                          |
| Johannisstraße 25 (Standort)                                    | Mausoleum | Freiherr von Schackysche Familiengruft, Zentralbau mit Zeltdach und Laterne, in Formen des Jugendstils aus Muschelkalkstein, 1910; im Friedhof | D-1-81-114-26 Wikidata            | weitere Bilder                                                                                   |
| Johannisstraße 29 (Standort)                                    | Katholische Friedhofskirche St. Johann | Saalbau mit gedrückt rundbogigem Chor und Chorflankenturm, Turm um 1740, Langhaus und Chor von Franz Anton Kirchgrabner, 1777–80; mit Ausstattung; Gerätehäusl, niedriger gemauerter Satteldachbau, 18. Jahrhundert; an der südlichen Friedhofsmauer; Grabkapelle, gemauerte flache Nische mit Satteldach, 18. Jahrhundert; westlich vor der Kirche (Zur Geschichte der Kirche) | D-1-81-114-27 Wikidata            | weitere Bilder                                                                                   |
| Johann-Michael-Fischer-Straße 4 (Standort)                      | Ehemaliges Bauernhaus | Flachsatteldachbau mit Giebeltenne, 18. und 19. Jahrhundert | D-1-81-114-28 Wikidata            | Ehemaliges Bauernhaus                                                                            |
| Johann-Michael-Fischer-Straße 8 (Standort)                      | Wohnhaus | Massivbau mit Steilsatteldachbau und profiliertem Traufgesims, 18. Jahrhundert, Veränderung des Dachüberstands, 19. Jahrhundert; mit Ausstattung | D-1-81-114-108 Wikidata           | Wohnhaus                                                                                         |
| Kapellenweg 9 (Standort)                                        | Katholische Kapelle, sogenannte Rathgeber-Kapelle | Satteldachbau mit halbrunder Apsis und Dachreiter, 1853; mit Ausstattung | D-1-81-114-29 Wikidata            | weitere Bilder                                                                                   |
| Nähe Klosterberg (Standort)                                     | Orangerie des ehemaligen Augustiner-Chorherrenstiftes | eingeschossiger Mansardwalmdachbau mit breiter Fensterfront nach Süden, spätbarock, 2. Hälfte 18. Jahrhundert, über Kern der Mitte des 17. Jahrhunderts | D-1-81-114-110 Wikidata           | Orangerie des ehemaligen Augustiner-Chorherrenstiftes                                            |
| Klosterhof (Standort)                                           | Torturm | sogenannter Taubenturm, über einer rundbogigen Durchfahrt dreigeschossiger Putzbau mit gestuftem Pyramiddach, im Kern 1628, Dach dendrochronologisch datiert 1761–63 | D-1-81-114-31 Wikidata            | weitere Bilder                                                                                   |
| Klosterhof 10; Klosterhof 10 a (Standort)                       | Stützmauer | Tuffsteinmauer auf der Ostseite des künstlich terrassierten ehemaligen Klostergartens vom ehemaligen Augustiner Chorherrenstift; Keller, innenseitig an die Mauer gesetzt; wohl 17. Jahrhundert | D-1-81-114-120 Wikidata           | Stützmauer                                                                                       |
| Klosterhof 10, 12 (Standort)                                    | Ehemaliger Marstall mit Traidböden, jetzt Winterkirche St. Stephan                                                                                             | Café, Versammlungsraum und Ausstellungsraum, stattlicher zweigeschossiger Steilsatteldachbau, errichtet 1627, im Süden verkürzt 1720, teilweise modern umgebaut; mit Ausstattung | D-1-81-114-32 Wikidata            | weitere Bilder                                                                                   |
| Klosterhof 14 (Standort)                                        | Ehemalige Klosterkirche des Augustiner-Chorherrenstiftes, jetzt Katholische Pfarrkirche Mariae Himmelfahrt                                                     | stattlicher Saalbau mit eingezogener halbrunder Apsis, Langhausflankenturm und flach gegliederter, bewegter Westfassade, bedeutender Frührokokobau, über älterem Kern von Johann Michael Fischer unter Mitwirkung von François Cuvilliés d. Ä., 1732–39, Turm rekonstruiert 1986; mit Ausstattung | D-1-81-114-33 Wikidata            | weitere Bilder                                                                                   |
| Klosterhof 16 (Standort)                                        | Ehemalige Knabenschule | Teil der Klosteranlage, südlich an die Westfassade der Klosterkirche anschließender dreigeschossiger Putzbau mit einseitig abgewalmtem Satteldach, Ausführung wohl unter Johann Michael Fischer, um 1740 | D-1-81-114-34 Wikidata            | Ehemalige Knabenschule                                                                           |
| Klosterhof 18, 20 (Standort)                                    | Klosteranlage des ehemaligen Augustiner-Chorherrenstiftes, jetzt Kloster St. Vinzenz der Barmherzigen Schwestern vom heiligen Vinzenz von Paul                 | Ehemalige Vierflügelanlage, dreigeschossige Putzbauten mit Satteldach, über älterem Kern von Michael Thumb, 1681–88, Abriss des Nordflügels und eines Teils des Westflügels, nach 1803, teilweiser Wiederaufbau durch Thomas Wechs, 1934 | D-1-81-114-35 Wikidata            | weitere Bilder                                                                                   |
| Klosterhof 22 (Standort)                                        | Südlicher Trakt des zum ehemaligen Augustiner-Chorherrenstift gehörenden Wirtschaftshofes mit der ehemaligen Klostermühle und ehemaligen Gasträumen des Stifts | jetzt Elektrizitätswerk und Wohnhaus, langgestreckter, zweigeschossiger Walmdachbau mit traufseitiger Aufzugsgaube, im Kern 1629, Umbau 2. Hälfte 17. Jahrhundert, 1. Hälfte 18. Jahrhundert und nach 1803; mit Ausstattung | D-1-81-114-36 Wikidata            | weitere Bilder                                                                                   |
| Kreuzweg 21 (Standort)                                          | Steinkreuz | Tuffstein, 18. Jahrhundert; am „Kreuzweg“ nach St. Georgen | D-1-81-114-64 Wikidata            | Steinkreuz                                                                                       |
| Lachener Straße 24 (Standort)                                   | Katholische Kapelle, sogenannte Fetzenkapelle | Satteldachbau, 1828, wiederaufgebaut 1926; mit Ausstattung | D-1-81-114-37 Wikidata            | weitere Bilder                                                                                   |
| Lachener Straße 25 (Standort)                                   | Villa | Zeltdachbau in Formen des späten Jugendstils mit Freitreppe, um 1910; Reste der Gartenanlage | D-1-81-114-111 Wikidata           | Villa                                                                                            |
| Landsberger Straße 1 (Standort)                                 | Ehemaliges Fabrikantenwohnhaus | zweigeschossiger Satteldachbau mit schräggestelltem Eckturm, 1895; im Garten gusseiserner Brunnen, bauzeitlich | D-1-81-114-112 Wikidata           | Ehemaliges Fabrikantenwohnhaus                                                                   |
| Marienplatz (Standort)                                          | Mariensäule | 1900 | D-1-81-114-38 Wikidata            | weitere Bilder                                                                                   |
| Marktplatz 1 (Standort)                                         | Rathaus | stattlicher Putzbau mit Steilsatteldach und Glockenständer, von Michael Natter, im Kern 1704 | D-1-81-114-39                     | weitere Bilder                                                                                   |
| Martinsfeld (Standort)                                          | Steinkreuz | Tuffstein, wohl 15. Jahrhundert | D-1-81-114-52 Wikidata            | Steinkreuz                                                                                       |
| Moosstraße 3 (Standort)                                         | Kleinhaus | Flachsatteldachbau mit einfachem Giebelbundwerk, 2. Hälfte 18. Jahrhundert | D-1-81-114-40 Wikidata            | Kleinhaus                                                                                        |
| Moosstraße 27 (Standort)                                        | Ehemaliges Kleinbauernhaus | Flachsatteldachbau mit giebelseitigem Vorbau, im Kern 17./18. Jahrhundert | D-1-81-114-41 Wikidata            | Ehemaliges Kleinbauernhaus                                                                       |
| Mühlstraße 18 (Standort)                                        | Ehemaliges Gerberhaus | stattlicher Steilsatteldachbau mit Giebelöffnungen und Gesimsgliederung, im Kern 1721 | D-1-81-114-43 Wikidata            | Ehemaliges Gerberhaus                                                                            |
| Prinz-Ludwig-Straße 5 (Standort)                                | Ehemaliges Seerichterhaus | stattlicher, giebelständiger Flachsatteldachbau, 1735; mit Ausstattung | D-1-81-114-46 Wikidata            | Ehemaliges Seerichterhaus                                                                        |
| Prinz-Ludwig-Straße 5 (Standort)                                | Bildstock | gemauerte Nische aus Tuffquadern mit Satteldach, Mitte 19. Jahrhundert; mit Ausstattung, Hl. Johann Nepomuk, Mitte 18. Jahrhundert | D-1-81-114-47 Wikidata            | Bildstock                                                                                        |
| Prinz-Ludwig-Straße 7 (Standort)                                | Wohnhaus | zweigeschossiger Mansardwalmdachbau mit Gesimsgliederung, um 1863 | D-1-81-114-49 Wikidata            | Wohnhaus                                                                                         |
| Prinz-Ludwig-Straße 18 (Standort)                               | Wohnhaus | Satteldachbau mit reich geschnitzten, giebelseitigen Balkonen, von J. Eichner, 1893 | D-1-81-114-50 Wikidata            | Wohnhaus                                                                                         |
| Prinz-Ludwig-Straße 21 (Standort)                               | Katholische Kapelle St. Joseph | Oktogonalbau mit Türmchen und Portalvorbau, von Michael Natter, um 1694; mit Ausstattung | D-1-81-114-51 Wikidata            | weitere Bilder                                                                                   |
| Propst-Herkulan-Karg-Straße 10 (Standort)                       | Landhaus | repräsentativer Satteldachbau mit hölzerner verglaster Laube, um 1880; Reste der Gartenanlage mit kleinem Garten- und Spielhaus, holzverschalter Satteldachbau, bauzeitlich | D-1-81-114-113 Wikidata           | Landhaus                                                                                         |
| Raistinger Straße 1 (Standort)                                  | Katholische Kapelle, sogenannte Mooskapelle | Satteldachbau mit flachhalbrunder Apsis, bezeichnet 1826; mit Ausstattung; an der Straßengabel Raisting-Fischen. | D-1-81-114-53 Wikidata            | weitere Bilder                                                                                   |
| Rotter Straße 15 (Standort)                                     | Bierkeller der früheren Brauerei Weilheimerbräu | dann Brauerei Gattinger, mehrteilige, weiträumige Kelleranlage aus Tuffsteinmauerwerk mit Tonnengewölben aus Ziegelstein, 1831 | D-1-81-114-143 Wikidata           | BW                                                                                               |
| Rotter Straße 58 (Standort)                                     | Landhaus | erdgeschossiger Mansardgiebeldachbau mit Mittelrisalit, von Josef Huber, 1919/20 | D-1-81-114-142 Wikidata           | Landhaus                                                                                         |
| Schatzbergstraße 6a (Standort)                                  | Landhaus | zweigeschossiger Satteldachbau mit Altane, Hochlaube und Balkonen, um 1870 | D-1-81-114-115 Wikidata           | Landhaus                                                                                         |
| Schützenstraße 12 (Standort)                                    | Wohnhaus | zweigeschossiger Zeltdachbau mit profiliertem Traufgesims und alten Kreuzstockfenstern, Mitte 18. Jahrhundert; erweitert um 1815 | D-1-81-114-55 Wikidata            | Wohnhaus                                                                                         |
| Schützenstraße 24, 26 (Standort)                                | Doppelwohnhaus | stattliches, dreigeschossiges Doppelgiebelhaus mit Fachwerk und verzierter Haustür am nördlichen Teil, über älterem Kern umgestaltet 1905 | D-1-81-114-56 Wikidata            | Doppelwohnhaus                                                                                   |
| Schützenstraße 28, 30 (Standort)                                | Doppelhaus | giebelständiger, zweigeschossiger Flachsatteldachbau, im Kern 17./18. Jahrhundert | D-1-81-114-57 Wikidata            | Doppelhaus                                                                                       |
| Schützenstraße 29 (Standort)                                    | Wohnhaus | villenartiger Satteldachbau mit Eckturm und Eckerkerturm, um 1880 | D-1-81-114-116 Wikidata           | weitere Bilder                                                                                   |
| Schützenstraße 37 (Standort)                                    | Ehemaliges Lehrerhaus | Steilsatteldachbau mit Stichbogenfenstern im Erdgeschoss und verkröpftem Giebelgesims, im Kern 2. Hälfte 18. Jahrhundert | D-1-81-114-58 Wikidata            | Ehemaliges Lehrerhaus                                                                            |
| Seestraße 30 (Standort)                                         | Ausstellungspavillon | erdgeschossiger Holzständerbau mit flachem Walmdach, errichtet 1939, nach Norden erweitert und teilweise erneuert 1954 | D-1-81-451-2 Wikidata             | weitere Bilder                                                                                   |
| St.-Georg-Straße 10 (Standort)                                  | Ehemaliges Bauernhaus mit Schmiedewerkstatt | zweigeschossiger Satteldachbau mit verzierter Holztür, 18. Jahrhundert, Werkstattanbau 1889 | D-1-81-114-114 Wikidata           | Ehemaliges Bauernhaus mit Schmiedewerkstatt                                                      |
| St.-Georg-Straße 12 (Standort)                                  | Katholische Filialkirche St. Georg | Saalbau mit Polygonalchor und Chorflankenturm, über karolingischem Vorgängerbau um 1500, verlängert und ausgestattet 1750ff.; mit Ausstattung; Beinhaus, Pultdachanbau an der Südwestecke der Kirche, 17. Jahrhundert; Friedhofsmauer, stattliche Einfriedung aus Tuffquadern mit gedecktem Treppenaufgang, 16./18. Jahrhundert; Grablege, Anlage in Formen des Empire für die Dießener Kaufmannsfamilien von Baab und Schorn, um 1800 | D-1-81-114-60 Wikidata            | weitere Bilder                                                                                   |
| Tiefenbachstraße 8 (Standort)                                   | Landhaus, sogenanntes Gabelsbergerhaus | Satteldachbau über hakenförmigem Grundriss mit Schweifgiebeln, 1836, erweitert 1898 | D-1-81-114-62 Wikidata            | Landhaus, sogenanntes Gabelsbergerhaus                                                           |
| Tiefenbachstraße 22 a (Standort)                                | Ehemaliges Doppelhaus | auf der Nord- und Ostseite unverkleideter Ständerbohlenbau mit Flachsatteldach, im Kern 16. und 2. Hälfte 17. Jahrhundert, aus Wengen (Wengen 11/13) nach Dießen versetzt 1984 | D-1-81-114-123 Wikidata           | weitere Bilder                                                                                   |
| Vogelherd 3 (Standort)                                          | Kapelle Maria Hilfe der Kranken | 1954; mit historischer Ausstattung | D-1-81-114-63 Wikidata            | weitere Bilder                                                                                   |
| Von-Eichendorff-Straße 1 (Standort)                             | Atelierhaus für den Maler Hans Schilcher | zweigeschossiger Flachsatteldachbau mit Außentreppe ins Obergeschoss und Laube, 1911/12. | D-1-81-114-155 Wikidata           | BW                                                                                               |
| Weilheimer Straße 13, Propst-Herkulan-Karg-Straße 24 (Standort) | Landhaus „Villa Diana“ | Gruppenbau mit Flachsatteldach und Eckturm, 1898; Nebengebäude, zweigeschossiger, holzverschalter Flachsatteldachbau, wohl bauzeitlich; Einfriedung, Metallzaun mit Jugendstilmotiven, um 1910; Garten, geometrische Jugendstilanlage, um 1910 | D-1-81-114-117 Wikidata           | Landhaus „Villa Diana“                                                                           |
| Weilheimer Straße 13, Propst-Herkulan-Karg-Straße 24 (Standort) | Schacky-Park | Landschaftsgarten, weitläufige Anlage mit Parkarchitekturen und altem Baumbestand, um 1910 | D-1-81-114-117 zugehörig Wikidata | weitere Bilder                                                                                   |

### Abtsried
| Lage                     | Objekt                                 | Beschreibung | Akten-Nr.               | Bild                                   |
| ------------------------ | -------------------------------------- | --- | ----------------------- | -------------------------------------- |
| Abtsried 1, 2 (Standort) | Ehemalige Wessobrunner Klosterschwaige | Relikte des ehemaligen Sommerschlosses, jetzt Wohnhaus, eingeschossiger massiver Satteldachbau; Relikte des ehemaligen südlichen Ökonomietrakts, dann Forsthaus, langgestreckter Satteldachbau; beide im Kern von Johann Schmuzer, 1675/76, Umbau nach Plänen von Eichner, 1872/73 | D-1-81-114-118 Wikidata | Ehemalige Wessobrunner Klosterschwaige |

### Bierdorf
| Lage                   | Objekt                                | Beschreibung                                                                                               | Akten-Nr.              | Bild           |
| ---------------------- | ------------------------------------- | --- | ---------------------- | -------------- |
| Bierdorf 10 (Standort) | Katholische Kapelle Mariä Heimsuchung | stattlicher Satteldachbau mit Polygonalchor und Dachreiter, in nachgotischen Formen, 1607; mit Ausstattung | D-1-81-114-65 Wikidata | weitere Bilder |

### Bischofsried
| Lage                       | Objekt                           | Beschreibung                                                     | Akten-Nr.              | Bild           |
| -------------------------- | -------------------------------- | ---------------------------------------------------------------- | ---------------------- | -------------- |
| In Bischofsried (Standort) | Katholische Kapelle Maria Schnee | oktogonaler Zentralbau mit Flankenturm, um 1665; mit Ausstattung | D-1-81-114-66 Wikidata | weitere Bilder |

### Dettenhofen
| Lage                                            | Objekt                              | Beschreibung | Akten-Nr.              | Bild           |
| ----------------------------------------------- | ----------------------------------- | --- | ---------------------- | -------------- |
| Holzteile (Standort)                            | Grenzstein                          | Tuffplatte, bezeichnet 1670; in den „Holzteilen“, 1900 Meter OSO Kirche Dettenhofen                                                                     | D-1-81-114-71 Wikidata | Grenzstein     |
| Pessingerstraße 5; Pessingerstraße 7 (Standort) | Getreidekasten                      | zweigeschossiger Blockbau, 1. Viertel 17. Jahrhundert, umgebaut Ende 19./Anfang 20. Jahrhundert                                                         | D-1-81-114-67 Wikidata | weitere Bilder |
| Pessingerstraße 11 (Standort)                   | Bauernhaus                          | stattlicher Satteldachbau mit Traufbundwerk, im Kern 1780                                                                                               | D-1-81-114-68 Wikidata | weitere Bilder |
| St.-Martin-Straße 15 (Standort)                 | Steinkreuz                          | Tuffstein, 16./17. Jahrhundert; an der südlichen Friedhofsmauer                                                                                         | D-1-81-114-70 Wikidata | Steinkreuz     |
| St.-Martin-Straße 15 (Standort)                 | Katholische Filialkirche St. Martin | Saalbau mit eingezogenem Polygonalchor und Chorflankenturm, im Kern spätgotisch mit älteren Mauerteilen, verlängert um 1720, Turm 1836; mit Ausstattung | D-1-81-114-69 Wikidata | weitere Bilder |

### Dettenschwang
| Lage                                    | Objekt                               | Beschreibung | Akten-Nr.              | Bild                  |
| --------------------------------------- | ------------------------------------ | --- | ---------------------- | --------------------- |
| Dettenschwang 4 (Standort)              | Steinkreuz                           | Tuffstein, 17./18. Jahrhundert | D-1-81-114-72 Wikidata | weitere Bilder        |
| Dettenschwang 11 (Standort)             | Steinkreuz                           | Tuffstein, 17./18. Jahrhundert | D-1-81-114-73          | weitere Bilder        |
| Kirchgasse 2; Kirchgasse 2 a (Standort) | Katholische Pfarrkirche St. Nikolaus | Saalbau mit eingezogenem Polygonalchor und Chorflankenturm, Chor bezeichnet 1516, Langhaus von Joseph Schmuzer, 1746, Dach und Turm 1875; mit Ausstattung; Friedhofsmauer in Teilen, Ost- und Südzug aus Tuffquadern mit Tuffabdeckplatten, wohl 18. Jahrhundert | D-1-81-114-74 Wikidata | weitere Bilder        |
| Schmiedstraße 2 (Standort)              | Bauernhaus                           | Flachsatteldachbau mit verbrettertem Kniestock, im Kern 18. Jahrhundert | D-1-81-114-75 Wikidata | Bauernhaus            |
| Schmiedstraße 12 (Standort)             | Ehemaliges Bauernhaus                | Satteldachbau mit Traufbundwerk und Kniestock, im Kern 2. Hälfte 18. Jahrhundert | D-1-81-114-76 Wikidata | Ehemaliges Bauernhaus |
| Schmiedstraße 34 (Standort)             | Katholische Kapelle Maria Einsiedeln | Satteldachbau mit eingezogenem, halbrundem Chor und mächtigem Dachreiter; 1708, vergrößert 1841 | D-1-81-114-77 Wikidata | weitere Bilder        |
| Schmiedstraße 34 (Standort)             | Steinkreuz                           | Tuffstein, wohl 1737 | D-1-81-114-78 Wikidata | weitere Bilder        |

### Lachen
| Lage                             | Objekt   | Beschreibung | Akten-Nr.      | Bild           |
| -------------------------------- | -------- | --- | -------------- | -------------- |
| Lachen-Gassenacker 20 (Standort) | Landhaus | zweigeschossiger, holzverschalter Flachdachbau mit Bodenerker mit Flugdach, auf hohem Kellergeschoss, in Formen der Neuen Sachlichkeit; mit Gartentreppenanlage; von Heinz Wolf, 1929/30 | D-1-81-114-147 | weitere Bilder |

### Obermühlhausen
| Lage                        | Objekt                                      | Beschreibung | Akten-Nr.              | Bild           |
| --------------------------- | ------------------------------------------- | --- | ---------------------- | -------------- |
| Bergstraße 41 (Standort)    | Ehemaliges Bauernhaus                       | zweigeschossiger Einfirsthof mit Satteldach und Wiederkehr, 1859, aufgestockt und erweitert 1897 u. 1903, Wiederkehr 1908, verlängert 1940.      | D-1-81-114-156         | BW             |
| Malteserholz (Standort)     | Grenzsteine                                 | fünf Tuffquader, wohl 1614; südlich des Ortes zwischen Buchholz und Malteserholz (Hofmark Windach)                                               | D-1-81-114-82 Wikidata | Grenzsteine    |
| Obermühlhausen 7 (Standort) | Katholische Filialkirche St. Peter und Paul | Saalbau mit eingezogenem Polygonalchor und Chorflankenturm, im Kern spätmittelalterlich, im frühen 17. Jahrhundert überarbeitet; mit Ausstattung | D-1-81-114-80 Wikidata | weitere Bilder |
| Windachstraße 2 (Standort)  | Wandmalerei                                 | Darstellungen an der Giebelseite und einem Zwerchhausgiebelfeld in Formen des Jugendstils, von Max Hoy, 1922                                     | D-1-81-114-81 Wikidata | weitere Bilder |

### Rieden am Ammersee
| Lage                            | Objekt                        | Beschreibung | Akten-Nr.              | Bild           |
| ------------------------------- | ----------------------------- | --- | ---------------------- | -------------- |
| Rieden am Ammersee 4 (Standort) | Katholische Kapelle St. Georg | Satteldachbau mit eingezogenem Rechteckchor und Dachreiter, im Kern spätromanisch, um 1480, 1594 und um 1730 umgestaltet; mit Ausstattung | D-1-81-114-83 Wikidata | weitere Bilder |

### Riederau
| Lage                                | Objekt                         | Beschreibung | Akten-Nr.               | Bild                  |
| ----------------------------------- | ------------------------------ | --- | ----------------------- | --------------------- |
| Bahnhofplatz 1 (Standort)           | Bahnhof der Ammerseebahn       | eingeschossiger Satteldachbau mit Dachreiter, Wartehalle in offener Balkenkonstruktion mit Wandmalerei, in Formen des Heimatstils, 1936 | D-1-81-114-125 Wikidata | weitere Bilder        |
| Curry Park 1 (Standort)             | Wohnhaus                       | eingeschossiger Flachdachbau über H-förmigem Grundriss, Ständerkonstruktion mit Holzverkleidung, in Formen des Neuen Bauens, von Carl August Bembé, 1928, Umbau und Erweiterung 1935 | D-1-81-114-139 Wikidata | Wohnhaus              |
| Neuwiese 2 (Standort)               | Ehemaliges Bauernhaus          | stattlicher Flachsatteldachbau mit Traufbundwerk, 2. Hälfte 18. Jahrhundert; Ehemaliger Getreidekasten, eingeschossiger Bau mit Zierbund überfangen, bezeichnet 1695; in den Garten versetzt | D-1-81-114-84 Wikidata  | Ehemaliges Bauernhaus |
| Ringstraße 17 ()                    | Landhaus                       | eingeschossiger, verputzter Massivbau mit hohem Mansardhalbwalmdach, Loggia, Balkonen, polygonalem Bodenerker und Freitreppe, um 1910–15. | D-1-81-114-160          |                       |
| Rogisterstraße 4 (Standort)         | Katholische Kapelle Maria Hilf | Satteldachbau mit eingezogenem, halbrundem Chor und Dachreiter, 1796; mit Ausstattung | D-1-81-114-85 Wikidata  | weitere Bilder        |
| Rogisterstraße 18 (Standort)        | Einfamilienhaus                | eingeschossiger Satteldachbau mit verschaltem Giebel, von Architekt Max Fleissner, 1928; mit Ausstattung | D-1-81-114-119 Wikidata | Einfamilienhaus       |
| Seeweg-Nord 35; Ammersee (Standort) | Landhaus                       | zweigeschossiger Satteldachbau mit Eckbodenerker, holzverschalten Giebeln, Laube, Sonnenuhr und Hirschskulptur, Georg Müller u. Konrad Böhm, 1901/02, bezeichnet 1902, Wintergartenanbau, nach 1903; Waschhaus, erdgeschossiger Satteldachbau mit Strahlenkranzmadonna, Georg Dietz, 1903; Blockhütte, Blockbau mit Flachsatteldach, um 1910/20; offene Laube auf hohem Sockelgeschoss, Massivbau mit hölzernen Stützen, unterkellert, nach 1903; Brunnentrog, nach 1903; Sandsteinskulptur, Personifikation Afrikas, fränkisch, 18. Jahrhundert; Heiligenhäuschen, gemauert, nach 1903; Bootshaus, holzverschalter Ständerbau mit Flachsatteldach, um 1910/20; Gartenportal, Kunststein, mit schmiedeeiserner Tür, nach 1903; Gartenanlage, nach 1903 | D-1-81-114-151          | weitere Bilder        |

### Romenthal
| Lage                   | Objekt                       | Beschreibung | Akten-Nr.              | Bild           |
| ---------------------- | ---------------------------- | --- | ---------------------- | -------------- |
| Romenthal 4 (Standort) | Katholische Kapelle St. Anna | oktogonaler Zentralbau mit Zeltdach, axial betont durch Rechteckchor und Portalvorbau mit Dachreiter, von Johann Michael Fischer, 1757; mit Ausstattung | D-1-81-114-86 Wikidata | weitere Bilder |
| Romenthal 5 (Standort) | Villa                        | Walmdachbau mit Mittelrisalit, Loggia und Balkon, Jugendstilelemente, von Carl Vent, 1901                                                               | D-1-81-114-87 Wikidata | Villa          |

### Sankt Alban
| Lage                   | Objekt                                    | Beschreibung                                                                                                   | Akten-Nr.              | Bild                                      |
| ---------------------- | ----------------------------------------- | --- | ---------------------- | ----------------------------------------- |
| St. Alban 3 (Standort) | Ehemaliges Landhaus, jetzt Schwesternheim | Gruppenbau mit abwechslungsreicher Dachlandschaft und Jugendstilelementen, von Walter Sartorius, 1904          | D-1-81-114-88 Wikidata | Ehemaliges Landhaus, jetzt Schwesternheim |
| St. Alban 4 (Standort) | Katholische Filialkirche St. Alban        | Saalbau mit Polygonalchor und Chorflankenturm, im Kern 1480, barockisiert 1739 und um 1770/80; mit Ausstattung | D-1-81-114-89 Wikidata | weitere Bilder                            |

### Unterbeuern
| Lage                          | Objekt                         | Beschreibung                                                                    | Akten-Nr.              | Bild                       |
| ----------------------------- | ------------------------------ | ------------------------------------------------------------------------------- | ---------------------- | -------------------------- |
| Obere Beurer Weide (Standort) | Grenzstein                     | Tuffplatte, bezeichnet 1683; 800 Meter nordnordöstlich der Kapelle im Wald      | D-1-81-114-93 Wikidata | BW                         |
| Unterbeuern 1 (Standort)      | Ehemaliges Kleinbauernhaus     | Satteldachbau mit Traufbundwerk, im Kern Ende 18. Jahrhundert                   | D-1-81-114-91 Wikidata | Ehemaliges Kleinbauernhaus |
| Unterbeuern 3 a (Standort)    | Katholische Kapelle St. Magnus | Satteldachbau mit halbrunder Apsis, über älterem Kern, um 1720; mit Ausstattung | D-1-81-114-92 Wikidata | weitere Bilder             |

### Wengen
| Lage                         | Objekt                                         | Beschreibung                                                                  | Akten-Nr.              | Bild                                |
| ---------------------------- | ---------------------------------------------- | ----------------------------------------------------------------------------- | ---------------------- | ----------------------------------- |
| Wengen 40 (Standort)         | Katholische Kapelle St. Leonhard               | Satteldachbau mit halbrunder Apsis und Dachreiter, 1723; mit Ausstattung      | D-1-81-114-98 Wikidata | weitere Bilder                      |
| südlich des Ortes (Standort) | Brunnenkapelle, sogenannter Mechthildisbrunnen | kleiner Satteldachbau, 1885, mit gefasster Quelle, 1869; südlich des Ortes    | D-1-81-114-94 Wikidata | weitere Bilder                      |
| südlich des Ortes (Standort) | Waldkapelle, sogenannte Burgkapelle            | Satteldachbau mit eingezogener rechtwinkliger Apsis, um 1792; mit Ausstattung | D-1-81-114-95 Wikidata | Waldkapelle, sogenannte Burgkapelle |

### Wolfgrub
| Lage                  | Objekt     | Beschreibung                                                                      | Akten-Nr.               | Bild           |
| --------------------- | ---------- | --------------------------------------------------------------------------------- | ----------------------- | -------------- |
| Wolfgrub 1 (Standort) | Steinkreuz | Tuffstein, bezeichnet VS 1714; an der Kapelle                                     | D-1-81-114-100 Wikidata | weitere Bilder |
| Wolfgrub 1 (Standort) | Kapelle    | kleiner Satteldachbau mit polygonaler Apsis, 1618, erneuert 1780; mit Ausstattung | D-1-81-114-99 Wikidata  | weitere Bilder |

### Ziegelstadl
| Lage                        | Objekt                 | Beschreibung | Akten-Nr.               | Bild                |
| --------------------------- | ---------------------- | --- | ----------------------- | ------------------- |
| Ziegelstadl 1 (Standort)    | Villa des Carl Orff    | unter Integration von Teilen des Vorgängerbaus von 1910 dreiseitige, hofbildende Anlage aus Haupthaus (zweigeschossiger Flachsatteldachbau mit traufseitiger Laube und Garagenanbau), abgewinkeltem Laubengang (mit Rundstützen, Kamin und Pultdach) und Nebenhaus (zweigeschossiger Flachsatteldachbau mit Giebellaube); Wasserbassin, plattengerahmt; Schupfen, holzverschalter Ständerbau mit Flachsatteldach, teilweise erneuert; Stadel-Schupfenbau, zweiteiliger, holzverschalter Ständerbau mit Frackdächern; Parkanlage mit Bauerngarten; von Alwin Seifert, 1955/56 und 1961; mit Ausstattung. | D-1-81-114-149          | Villa des Carl Orff |
| Ziegelstadl 9 (Standort)    | Landhaus               | Walmdachbau, wohl 1. Hälfte 19. Jahrhundert | D-1-81-114-101 Wikidata | Landhaus            |
| Burggrabenwiesen (Standort) | Feldkapelle St. Martin | kleiner Satteldachbau mit halbrunder Apsis, Ende 18. Jahrhundert; mit Ausstattung | D-1-81-114-102 Wikidata | weitere Bilder      |